# Henry McLaren, 2. baron Aberconway
Henry McLaren, 2. baron Aberconway (16. dubna 1879, Londýn – 23. května 1953, Hiraethog) byl britský politik a průmyslník.

## Život
Narodil se 16. dubna 1879 v Londýně jako syn Charlese McLarena, 1. barona Aberconway a Laury McLaren, baronky Aberconway. Studoval na Eton College a na Balliol College získal magisterský titul. Roku 1903 se stal advokátem v Lincoln's Inn.
Roku 1906 byl zvolen do parlamentu za West Staffordshire a do roku 1908 byl soukromým podsekretářem Davida Lloyda George.
Roku 1910 nahradil svého otce na místě za Bosworth. Roku 1922 odešel z politiky a roku 1934 zdědil po svém otci titul barona.
Byl známým průmyslníkem, působil v John Brown & Company či v Tredegar Iron and Coal Company.
Oženil se s Christabel Mary Melville Macnaghten, s dcerou Sira Melvilla Macnaghtena. Spolu měli pět dětí:
- Elizabeth Mary McLaren (1911–1991)
- Charles McLaren, 3. baron Aberconway (1913–2003)
- John Francis McLaren (1919–1953)
- Anne McLaren (1927–2007)
- Christopher Melville McLaren (nar. 1934)

Zemřel 23. května 1953 v Hiraethogu.